# Последен шанс, Харви
„Последен шанс, Харви“ (на английски: Last Chance Harvey) е американски романтичен драматичен филм от 2008 г. на режисьора Джоел Хопкинс. Излиза по кината в САЩ на 25 декември 2008 г.

## Актьорски състав
| Актьор        | Роля       |
| ------------- | ---------- |
| Дъстин Хофман | Харви Шайн |
| Ема Томпсън   | Кейт Уокър |
| Ейлийн Аткинс | Маги Уокър |
| Кати Бейкър   | Джийн      |
| Джеймс Бролин | Брайън     |
| Лайан Балабан | Сюзън Шайн |
| Даниел Лапейн | Скот Райт  |
| Ричард Шиф    | Марвин     |

## Награди и номинации
| Категория                               | Номиниран(и)                      | Резултат                          |
| Златен глобус (11 януари 2009 г.)       | Златен глобус (11 януари 2009 г.) | Златен глобус (11 януари 2009 г.) |
| --------------------------------------- | --------------------------------- | --------------------------------- |
| Най-добър актьор в мюзикъл или комедия  | Дъстин Хофман                     | номинация                         |
| Най-добра актриса в мюзикъл или комедия | Ема Томпсън                       | номинация                         |